# HD 115211
Désignations
HD 115211, également désignée HR 5002, est une étoile de la constellation australe de la Mouche. Elle est visible à l'œil nu avec une magnitude apparente de 4,86. D'après la mesure de sa parallaxe annuelle par le satellite Gaia, l'étoile est distante d'environ 397 pc (∼1 290 al) de la Terre. Elle s'en rapproche à une vitesse radiale héliocentrique de −11 km/s. Sa magnitude absolue est de −2,94.
HD 115211 est une étoile supergéante ou géante lumineuse rouge évoluée de type spectral K2 Ib/II. C'est une étoile variable suspectée de type inconnu, dont la magnitude apparente semble varier entre 4,83 et 4,87. Elle est estimée être âgée de 40 millions d'années et faire 7,1 fois la masse du Soleil. Le rayon de l'étoile est autour de 123 fois plus grand que le rayon solaire, elle est environ 3 850 fois plus lumineuse que le Soleil et sa température de surface est de 4 097 K.